# Tre Fontane
 (mai 2021).
Si vous disposez d'ouvrages ou d'articles de référence ou si vous connaissez des sites web de qualité traitant du thème abordé ici, merci de compléter l'article en donnant les références utiles à sa vérifiabilité et en les liant à la section « Notes et références ».

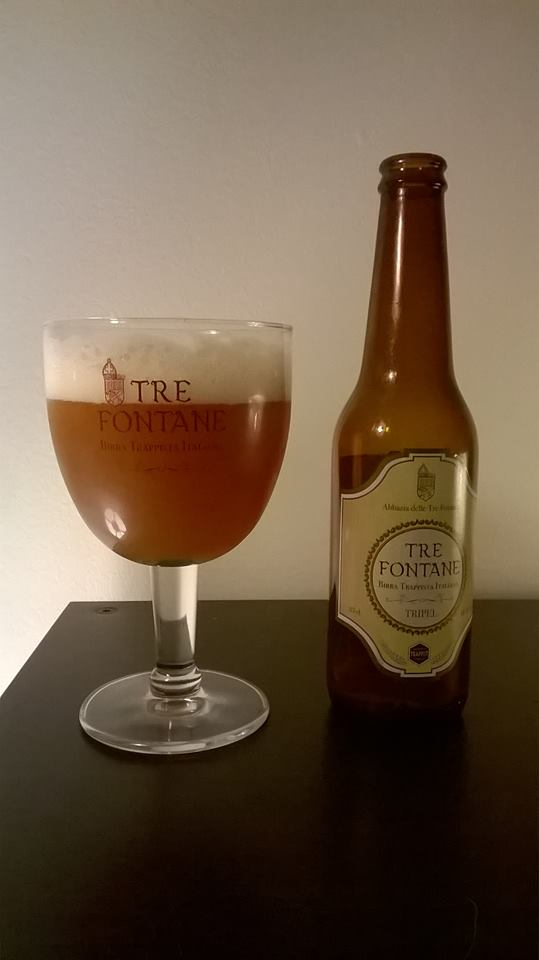
La trappiste Tre Fontane et son calice

La Tre Fontane est une bière trappiste brassée à l'Abbaye de Tre Fontane en Italie.
Comme ses consœurs trappistes, la Tre Fontane (8,5 % vol. alc.) est une bière de fermentation haute, brassée selon la recette de la communauté des moines de Tre Fontane. 
De robe blonde, elle est aromatisée à l’eucalyptus, ce qui lui apporte une certaine douceur « contrebalancée par une bonne amertume dérivant du houblon ». 
La production est limitée à 1 000 hectolitres annuels.